# Glenn Robbins
Glenn Maxwell Robbins (n. 12 de mayo de 1957) es un comediante, escritor, actor y personalidad de radio australiano, más conocido por interpretar a Kel Knight en la serie de comedia Kath & Kim y a Russell Coight en All Aussie Adventures .

## Biografía
Nació en Melbourne, Australia, asistió a la Escuela Secundaria Strathmore y se graduó en 1975. Más tarde estudió teatro en el Melbourne State College y se graduó con un título de Bachiller en Educación en 1979.

## Carrera

### Televisión
Robbins comenzó su carrera como actor en 1984, apareciendo en dos episodios de Prisoner. Se lanzó a la fama en 1988 cuando protagonizó otro programa, The Comedy Company, en el que uno de sus personajes, "El Tío Arthur", se hizo muy popular. En 1991 se unió al equipo de Fast Forward por dos temporadas. Otras producciones en las cuales él ha aparecido incluyen Full Frontal (1993), Jimeoin (1994-95) y Something Stupid (1998).
En 1998, Robbins se convirtió en un panelista del programa de televisión semanal The Panel. El programa duró ocho temporadas.
Robbins interpretó a Russell Coight en All Aussie Adventures desde 2001 hasta 2002 en Network Ten, así como la película para televisión de 2004. En 2016 fue revelado que él volverá a interpretar este papel en una nueva temporada emitida en 2017.
Desde 2002, interpretó el papel de Kel Knight en la serie de comedia televisiva Kath & Kim. También apareció en la película para televisión de la ya mencionada serie en 2005. La serie terminó en 2007.
Él es productor ejecutivo del programa de comedia de Network Ten, The Ronnie Johns Half Hour. 
A partir de 2013, Robbins ha aparecido en la serie de comedia de ABC Upper Middle Bogan como Wayne Wheeler.

### Cine
En 2001, Robbins interpretó el papel de Pete O'May en la galardonada película australiana Lantana . En 2006 coprotagonizó junto a Mick Molloy la comedia BoyTown como una estrella pop de los ochenta llamada 'Benny G.' haciendo una remontada mal aconsejada. En 2011 apareció en la comedia Scumbus. En 2012, Robbins volvió a interpretar su papel de Kel Knight en la película titulada Kath & Kimderella.

### Radio
Robbins tiene un segmento de radio semanal de una hora en la estación de radio de Melbourne 3AW . 

## Premios
Robbins ha sido nominado a los Logie Awards varias veces. Fue nominado al premio de actor más popular en 2003 y 2004 por su papel en Kath & Kim y nuevamente nominado en 2005 por su papel en la película para televisión Da Kath & Kim Code.

## Vida privada
Es el tercer hijo de Arthur y Gwen Robbins, se casó con una enfermera llamada Selina y actualmente viven en Melbourne. Él es miembro del Club Nacional de Golf en Cape Schanck.
- Datos: Q5569072
- Multimedia: Glenn Robbins / Q5569072